# پولندبال

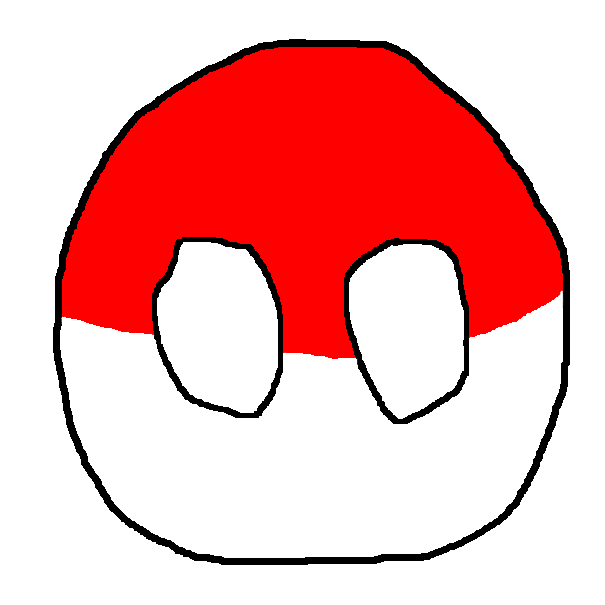
پولندبال

پولندبال یا کانتری بال (به انگلیسی: Polandball) یا توپ لهستان یک میم اینترنتی است که در نیمه‌ی دوم ۲۰۰۹ در بخش /int/ وبسایت ایمیج‌بورد آلمانی Krautchan.net آغاز شد. این میم شامل تعداد زیادی کمیک آنلاین است که در آن‌ها کشورها به شکل شخصیت‌های کروی نمایش داده می‌شوند که معمولاً با انگلیسی شکسته حرف می‌زنند و با طنز به کلیشه‌های ملیت‌ها و روابط بین‌المللی می‌پردازند. این سبک کمیک هم با نام کانتریبال(countryball - توپ کشور) شناخته می‌شود و هم پولندبال(توپ لهستان)؛ حتی اگر لهستان بین شخصیت‌های یک کمیک نباشد. در سال های اخیر ، انیمیشن کانتری بال در رسانه های اجتماعی به محبوبیت چندانی دست پیدا کرده . این انیمیشن‌ها معمولاً با طنز، سیاست بین‌الملل، کلیشه‌های ملی و روابط بین کشورها سروکار دارند.در ایران نیز کانتری بال طرفداران زیادی دارد و برخی هنرمندان و کاربران ایرانی با استفاده از این سبک، مطالب طنزآمیز، سیاسی و اجتماعی را منتشر می‌کنند. محتوای ایرانی کانتری بال معمولاً شامل مسائل مربوط به روابط بین‌الملل، سیاست داخلی، فرهنگ و تاریخ ایران است. از بنیان گذاران کانتری بال در ایران میتوان به اودیسه، مستر ار زد و پرشن کایسر اشاره کرد 

## پیدایش
ریشه‌های پولندبال به "جنگ اینترنتی" آگوست ۲۰۰۸ بین کاربران اینترنت لهستانی و کاربران دیگر کشورها در وبسایت drawball.com بازمی‌گردد. این وبسایت یک بوم نقاشی مجازی به کاربران ارائه می‌کند که هر کسی می‌تواند هر چیزی می‌خواهد بکشد یا نقاشی دیگران را دستکاری کند. در جامعه مجازی لهستان این ایده شکل گرفت و به تدریج گسترش یافت که کاربران روی این وبسایت، پرچم لهستان را روی یک توپ نقاشی کنند. هزاران لهستانی توانستند با کمک هم drawball.com را پر از توپ‌های قرمز و سفید(پرچم لهستان) کنند که وسط آن‌ها نوشته شده بود"POLSKA". اما بعد کاربران ۴چن با یک حرکت هماهنگ، این نقاشی‌ها را با یک صلیب شکسته غول آسا(علامت نازی‌ها)پوشاندند.
Krautchan.net یک ایمیج‌بورد آلمانی زبان است که بورد /INT/ آن بیشتر توسط انگلیسی زبانان استفاده می‌شود. آغاز میم پولندبال به یکی از کاربران این وبسایت با نام مستعار Falco نسبت داده می‌شود که یک بریتانیایی فعال در بورد /INT/ بود. او در سپتامبر ۲۰۰۹ به کمک برنامه پینت یک کمیک پولندبال را با هدف مسخره کردن یکی دیگر از کاربران وبسایت به نام Wojak، که یک لهستانی بود و به انگلیسی شکسته صحبت می‌کرد، ساخت. پس از این پولندبال مورد توجه مشتاقانه جامعه مجازی روسیه قرار کرفت.
محبوبیت پولندبال پس از سانحه هوایی ۲۰۱۰ لهستان و کشته شدن رئیس‌جمهور لهستان زیاد شد. این سبک کمیک عمدتاً تاریخ لهستان، روابطش با دیگر کشورها و کلیشه‌های آن را نشان می‌دهد. روابط بین کشورها در این کمیک‌ها مانند لول‌کت‌ها، با غلط‌های املائی و گرامری نوشته می‌شوند و معمولاً در انتهای کمیک، لهستان، که به عمد با معکوس پرچمش نشان داده می‌شود، به گریه می‌افتد.
اولین پولندبال‌ها بیشتر به فقدان فناوری فضایی در لهستان اشاره می‌کردند. به همین دلیل تکه کلام بسیاری از پولندبال‌ها به انگلیسی شکسته "Poland cannot into space" یا "لهستان نمی‌تواند به فضا برود." است. اولین استفاده از این تکه کلام مربوط به کمیکی است که در آن یک سنگ آسمانی در حال نزدیک شدن به زمین و نابود کردن آن است؛ تمام کشورهای دارای تکنولوژی فضایی به مدار زمین می‌روند و در انتهای کمیک لهستان در حال گریه می‌گوید "لهستان نمی‌تواند به فضابرود". در برخی پولندبال‌های دیگر لهستان در حال ستایش از خود و خودبزرگ بینی دیده می‌شود و در نهایت مورد تمسخر یا تحقیر کشورهای دیگر قرار می‌گیرد.

## توپ کشورهای دیگر

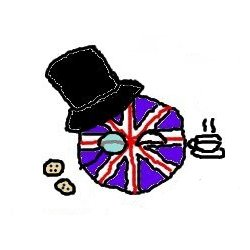
توپ انگلیس

پولندبال شامل کمیک‌های کشورهای دیگر(غیر از لهستان) نیز می‌شود؛ اگرچه به آن‌ها نیز معمولاً با کلمه پولندبال(توپ لهستان) اشاره می‌شود. توپ‌های کشورها و مناطق مختلفی از آمریکا گرفته تا سیبری و کاتالونیا ساخته شده است. همچنین گاهی شکل کمیک‌ها وابسته به کلیشه های ملیتی از حالت توپ خارج می‌شود. به عنوان مثال، سنگاپور با یک مثلث نشان داده می‌شود. اسرائیل با یک ابرمکعب نشان داده می‌شود و انگلیس با یک کلاه استوانه‌ای و یک عینک یک‌چشمی (مونوکل) و معمولاً در حال نوشیدن چای نشان داده می‌شود.

## نگارخانه

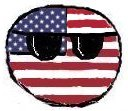
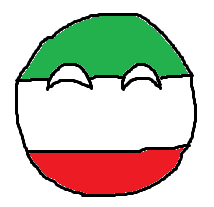
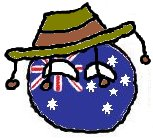
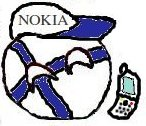
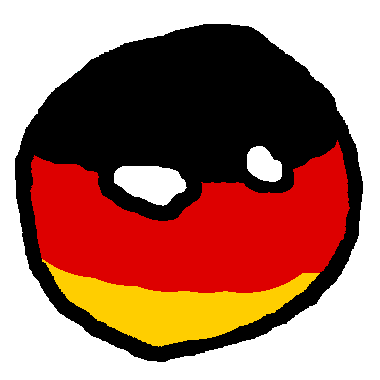